# Levantamento de peso nos Jogos Pan-Americanos de 1955
As competições de levantamento de peso nos Jogos Pan-Americanos de 1955 foram realizadas na Cidade do México, México. Esta foi a segunda edição do esporte nos Jogos Pan-Americanos, tendo sido disputado apenas entre os homens.

## Masculino

### Até 56 kg
| POSIÇÃO | FINAL                   |
| ------- | ----------------------- |
|         | Charles Vinci (USA)     |
|         | Angel Famiglietti (PAN) |
|         | Ignacio Suárez (CUB)    |

### Até 60 kg
| POSIÇÃO | FINAL                 |
| ------- | --------------------- |
|         | Carlos Chávez (PAN)   |
|         | Yas Kuzuhara (USA)    |
|         | Edmundo Álvarez (MEX) |

### Até 67,5 kg
| POSIÇÃO | FINAL                 |
| ------- | --------------------- |
|         | Joe Pitman (USA)      |
|         | Ambrose Cornet (AHO)  |
|         | Emilio González (ARG) |

### Até 75 kg
| POSIÇÃO | FINAL               |
| ------- | ------------------- |
|         | Peter George (USA)  |
|         | Julián Suárez (CUB) |
|         | Don Heron (JAM)     |

### Até 82,5 kg
| POSIÇÃO | FINAL                  |
| ------- | ---------------------- |
|         | Tommy Kono (USA)       |
|         | Osvaldo Forte (ARG)    |
|         | Julian Pemberton (AHO) |

### Até 90 kg
| POSIÇÃO | FINAL                    |
| ------- | ------------------------ |
|         | Dave Shepard (USA)       |
|         | Bruno Barabani (BRA)     |
|         | Carlos Sigelshifer (ARG) |

### Mais de 90 kg
| POSIÇÃO | FINAL                   |
| ------- | ----------------------- |
|         | Norbert Shemansky (USA) |
|         | Humberto Selvetti (ARG) |
|         | Bèto Adriana (AHO)      |